# Canterbury (Nuevo Brunswick)
Canterbury es una aldea ubicada en el condado de York, en la provincia canadiense de Nuevo Brunswick. En el Censo de 2011 tenía una población de 331 habitantes y una densidad poblacional de 62,0 personas por km².

## Geografía
Canterbury se encuentra ubicado en las coordenadas 45°53′30″N 67°27′48″O / 45.89167, -67.46333. De acuerdo con Statistics Canada, la localidad tiene un área total de 5,34 km² (2,1 mi²).

## Demografía
En el Censo de 2011, la población de Canterbury era de 331 habitantes, los cuales vivían en 132 viviendas de las 150 en total. Con una superficie de 5,34 km², tenía una densidad de población de 62,0/km² en 2011.